# تیم دوچرخه‌سواری وکانسولیل–دی‌سی‌ام
تیم دوچرخه‌سواری وکانسولیل–دی‌سی‌ام (هلندی: Vacansoleil–DCM) یک تیم دوچرخه‌سواری در هلند بود.
این تیم در سال ۲۰۰۸ تأسیس و در سال ۲۰۱۳ منحل شده است.